# Prokljuvani (Belovár)
Prokljuvani falu Horvátországban Belovár-Bilogora megyében. Közigazgatásilag Belovár községhez tartozik.

## Fekvése
Belovár központjától légvonalban 5, közúton 7 km-re keletre Grginac és Novoseljani között a Belovacka-patak mentén fekszik. 

## Története
A település 17. századtól népesült be, amikor a török által elpusztított, kihalt területre folyamatosan telepítették be a keresztény lakosságot. 1774-ben az első katonai felmérés térképén „Dorf Prokliuvani” néven szerepel. 
A település katonai közigazgatás idején a szentgyörgyvári ezredhez tartozott. Lipszky János 1808-ban Budán kiadott repertóriumában „Proklyuvani” néven szerepel.  
Nagy Lajos 1829-ben kiadott művében „Prokluvani” néven 9 házzal, 6 katolikus és 62 ortodox vallású lakossal találjuk.
A katonai közigazgatás megszüntetése után Magyar Királyságon belül Horvát-Szlavónország részeként, Belovár-Kőrös vármegye Belovári járásának része volt. 1857-ben 71, 1910-ben 178 lakosa volt. Az 1910-es népszámlálás szerint a falu lakosságának 35%-a szerb, 35%-a cseh, 29%-a horvát anyanyelvű volt. 1918-ban az új szerb-horvát-szlovén állam, majd később Jugoszlávia része lett. 1941 és 1945 között a németbarát Független Horvát Államhoz, majd a háború után a szocialista Jugoszláviához tartozott. 1991-től a független Horvátország része. 1991-ben lakosságának 94%-a horvát nemzetiségű volt. 2011-ben a településnek 251 lakosa volt. 

## Lakossága
| Lakosság változása | Lakosság változása | Lakosság változása | Lakosság változása | Lakosság változása | Lakosság változása | Lakosság változása | Lakosság változása | Lakosság változása | Lakosság változása | Lakosság változása | Lakosság változása | Lakosság változása | Lakosság változása | Lakosság változása | Lakosság változása |
| ------------------ | ------------------ | ------------------ | ------------------ | ------------------ | ------------------ | ------------------ | ------------------ | ------------------ | ------------------ | ------------------ | ------------------ | ------------------ | ------------------ | ------------------ | ------------------ |
| 1857               | 1869               | 1880               | 1890               | 1900               | 1910               | 1921               | 1931               | 1948               | 1953               | 1961               | 1971               | 1981               | 1991               | 2001               | 2011               |
| 71                 | 74                 | 80                 | 127                | 170                | 178                | 203                | 185                | 171                | 171                | 193                | 256                | 262                | 287                | 292                | 251                |